# Drogny
Drogny est un village et une ancienne commune de Moselle en Lorraine, rattaché à la commune de Piblange.

## Toponymie
- Anciens noms[1] : Drachenen (1137), Drachtemachen (1212), Drachenachem (1215), Dragnack et Drachenachin (1226), Drechingen (1265), Druenei (1270), Droeney (1290), Drawenche (1296), Droueni et Druegni (1300), Drueney (1309), Draweney (1312), Dressingin (1341), Dressinga (1393), Dressingen (1433), Drachnach et Drechinga (1513), Drachnach et Drachenach (1544), Drachenach et Dreissebach (1594), Drachnachen (1633), Drony (1697), Drauny (carte Cassini), Drogny (1793), Drechingen (1871-1918).
- En allemand : Trechingen[1]. En francique lorrain : Drechingen[2] et Drechéngen.

## Histoire
Faisait partie de la communauté de Bockange. Siége d'une cure de l'archiprêtré de Kédange.

Fit partie du canton de Burtoncourt de 1790 à 1801.

## Démographie
La commune compte 62 habitants en 1900.

## Lieux et monuments
- Église Saint-Léger